# Meridià 167 a l'oest
El meridià 167 a l'oest de Greenwich és una línia de longitud que s'estén des del pol Nord travessant l'oceà Àrtic, Amèrica del Nord, l'oceà Pacífic, Oceania, l'oceà Antàrtic, i l'Antàrtida fins al pol Sud.
El meridià 167 a l'oest forma un cercle màxim amb el meridià 13 a l'est. Com tots els altres meridians, la seva longitud correspon a una semicircumferència terrestre, uns 20.003,932 km. Al nivell de l'Equador, és a una distància del meridià de Greenwich de 18.590 km.

## De Pol a Pol
Començant en el pol Nord i dirigint-se cap al pol Sud, aquest meridià travessa:
| Coordenades                               | País, territori o mar | Notes |
| ----------------------------------------- | --------------------- | --- |
| 90° 0′ N, 167° 0′ O / 90.000°N,167.000°O  | Oceà Àrtic            | |
| 71° 48′ N, 167° 0′ O / 71.800°N,167.000°O | Mar dels Txuktxis     | Passa a l'oest de Point Hope, Alaska, Estats Units (a 68° 21′ N, 166° 50′ O / 68.350°N,166.833°O)                                                        |
| 66° 33′ N, 167° 0′ O / 66.550°N,167.000°O | Mar de Bering         | |
| 66° 0′ N, 167° 0′ O / 66.000°N,167.000°O  | Estats Units          | Alaska — Península de Seward |
| 59° 59′ N, 167° 0′ O / 59.983°N,167.000°O | Mar de Bering         | |
| 60° 13′ N, 167° 0′ O / 60.217°N,167.000°O | Estats Units          | Alaska — Illa de Nunivak |
| 59° 59′ N, 167° 0′ O / 59.983°N,167.000°O | Mar de Bering         | |
| 53° 57′ N, 167° 0′ O / 53.950°N,167.000°O | Estats Units          | Alaska — Unalaska |
| 54° 3′ N, 167° 0′ O / 54.050°N,167.000°O  | Oceà Pacífic          | El meridià defineix la frontera marítima oriental de les Illes Cook de 8° 0′ S, 167° 0′ O / 8.000°S,167.000°O a 23° 0′ S, 167° 0′ O / 23.000°S,167.000°O |
| 60° 0′ S, 167° 0′ O / 60.000°S,167.000°O  | Oceà Antàrtic         | |
| 78° 28′ S, 167° 0′ O / 78.467°S,167.000°O | Antàrtida             | Dependència de Ross, reclamat per Nova Zelanda |